# Limnomedusa macroglossa
Genre
Espèce
Synonymes
- Cystignathus macroglossus Duméril & Bibron, 1841
- Litopleura maritimum Jiménez de la Espada, 1875
- Leptodactylus nova-teutoniae Ahl, 1936
- Limnomedusa misionis Schmidt, 1944

Statut de conservation UICN

 LC  : Préoccupation mineure
Limnomedusa macroglossa, unique représentant du genre Limnomedusa, est une espèce d'amphibiens de la famille des Alsodidae.

## Répartition

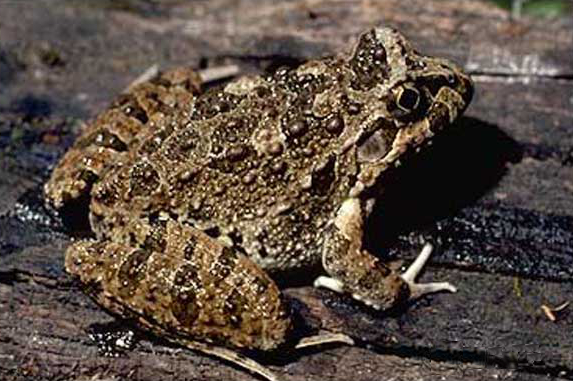
Limnomedusa macroglossa

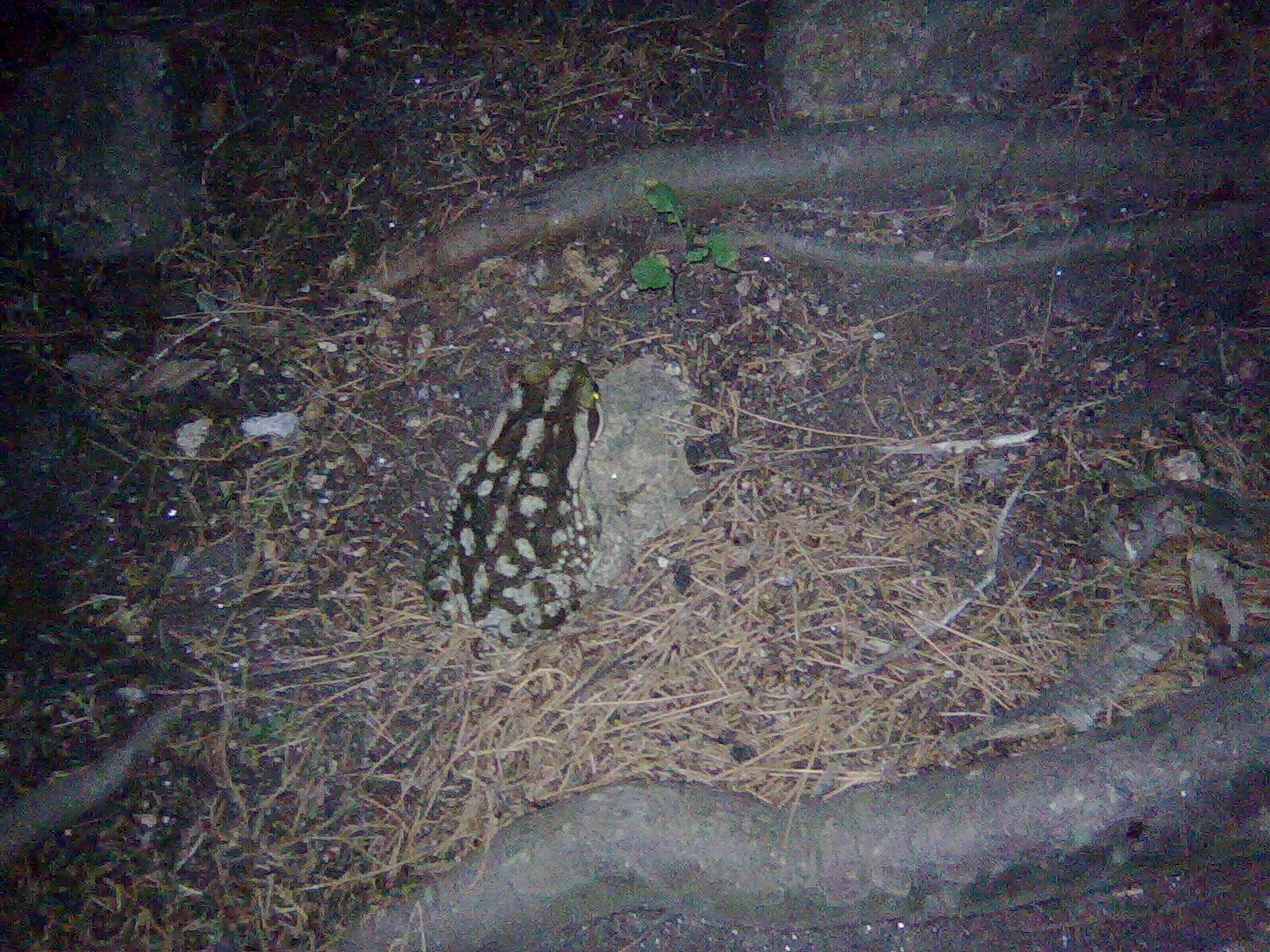
Limnomedusa macroglossa

Cette espèce se rencontre du niveau de la mer jusqu'à 1 200 m d'altitude, :
- en Uruguay ;
- dans le sud du Brésil, dans les États du Paraná, de Santa Catarina et du Rio Grande do Sul ;
- dans le nord-est de l'Argentine, dans les provinces de Misiones et d'Entre Ríos
- dans le nord-est du Paraguay.

## Publication originale
- Fitzinger, 1843 : Systema Reptilium, fasciculus primus, Amblyglossae. Braumüller et Seidel, Wien, p. 1-106 (texte intégral).
- Duméril & Bibron, 1841 : Erpétologie générale ou Histoire naturelle complète des reptiles, vol. 8, p. 1-792 (texte intégral).